# 奧圖 (美屬薩摩亞)
奧圖（英語：Auto）是美屬薩摩亞圖圖伊拉島東部的一座村莊。它位於法加伊圖亞灣的西端，阿萊加以東。
奧圖是古代墓地的所在地。
根據2010年美國人口普查的數據顯示，居住在奧圖的人口為262人。